# Карамазовы (фильм, 2008)
«Карамазовы» (чеш.  Karamazovi) — художественный фильм режиссёра  Петра Зеленки.
Фильм снят по роману Федора Михайловича Достоевского и инсценировке Эвальда Шорма, на основе спектакля  Дейвицкого театра, поставленного в 2000 году режиссером Лукашем Главицей.

## Сюжет
Пражская театральная труппа репетирует в Кракове спектакль по произведению Достоевского. Репетиции происходят не на театральной сцене, а на территории заброшенного сталелитейного завода. Но на театральной сцене разворачиваются не только эпизоды из романа великого русского классика, но и житейские истории взаимоотношения актёров, в которых тоже можно увидеть персонажей романа…

## В ролях
| Актёр             | Роль               |
| ----------------- | ------------------ |
| Иван Троян        | старший Карамазов  |
| Игорь Хмела       | Иван               |
| Мартин Мышичка    | Алёша              |
| Давид Новотны     | Дмитрий            |
| Радек Холуб       | Смердяков          |
| Ленка Кроботова   | Грушенька          |
| Михаэла Бадинкова | Катерина           |
| Люси Жацкова      | Лиза               |
| Марек Матейка     | судья Поляк        |
| Ян Коларик        | Снегирев           |
| Павел Шимчик      | владелец гостиницы |
| Роман Лукнар      | режиссер           |
| Анджей Масталеж   | слесарь            |
| Адрианна Миара    | Кася               |

## Награды
- Чешский лев 2008 года: Лучший фильм, Лучшая режиссура, Премия кинокритиков лучшему художественному фильму[2].
- Приз ФИПРЕССИ на  Международном кинофестивале в Карловых Варах в 2008 году.
- Номинирован на  Премию Европейской киноакадемии 2008 года.
- Был выдвинут от Чехии на  «Оскар» за лучший фильм на иностранном языке в 2009 году, но не был номинирован.